# Stenophylax badukus
Stenophylax badukus là một loài Trichoptera trong họ Limnephilidae. Chúng phân bố ở miền Cổ bắc.